# Juan Carlos Cabiron
Juan Carlos Cabiron (Bahía Blanca, 6 de noviembre de 1939) es un abogado y Político perteneciente a la Unión Cívica Radical, fue intendente de Bahía Blanca, Diputado Nacional y varias veces lideró el partido radical en la ciudad.

## Biografía y trayectoria política
Nació en Bahía Blanca, provincia de Buenos Aires, estudio abogacía en la Universidad de La Plata.

### Intendente de Bahía Blanca 1983-1991
En 1983, Juan Carlos Cabiron es elegido candidato de la UCR a intendente, según contó en una entrevista "Algunos querían ir de diputados, de senadores, de concejales, pero de Intendente no quería nadie. Yo digo: -“¿Qué puede pasar, que salga segundo?”
No tenía posibilidades de ganar, en los papeles. 
En las elecciones a intendente de 1983 Cabiron resulta elegido con el 54,36% de los votos contra el 30,89% del peronismo.  Porque había habido situaciones en las que, por ahí, juntaban la plata y desaparecía el vecino. Podíamos decir que era como un ahorro previo, y asfaltábamos la cuadra que estaba más adelantada en el pago. Cada inauguración de una calle asfaltada era una fiesta barrial. Luego armamos una cooperativa. Teníamos el aporte del Gobernador, que era Alejandro Armendáriz, y funcionó durante bastante tiempo".
En noviembre de 1986, Cabiron se enfrenta al concejal Carlos Lemos (Político) del grupo Línea Nacional (Balbinismo) por la candidatura a intendente de 1987.En esa interna Cabiron triunfa con el 62,72% (9.967 votos) contra el 37,28% (3.716 votos) de Lemos.
|  | 62.72 % |

|  | 37.28 % |

En 1987 Cabiron es reelecto intendente de Bahía Blanca tras ganar con el 45,73% contra el 38,55% que sacó el candidato del peronismo (Damaso Larraburu)."yo fui inflexible, el que se mandaba una macanita volaba" y gracias a eso la ciudad pudo seguir adelante.

### Precandidato a Gobernador de Buenos Aires 1991
En el año 1991, Cabiron fue precandidato a Gobernador de Buenos Aires junto a Juan Carlos Pugliese y Melchor Posse resultando electo para gobernador el exministro de Economía y expresidente de la cámara de Diputados, Juan Carlos Pugliese.
El diputado nacional, Federico Storani hizo saber la precandidatura de Cabiron por su grupo interno la CON un año antes de la interna en una convención del radicalismo.
Su candidato a Vicegobernador quien lo acompañó en la interna fue Jorge Young quien fue concejal de Pergamino en dos ocasiones, intendente de Pergamino 1983-1987 y Diputado Nacional 1987-1991 y que más tarde sería Senador Provincial en el período 1995-1999.

### Diputado Nacional 1993-1997
En el año 1993, en las elecciones legislativas Juan Carlos Cabiron es electo Diputado Nacional para el periodo 1993-1997, fue uno de los 10 diputados del radicalismo que entró en aquella elección por la provincia de buenos aires logrando la UCR el 25.90 % un total de 1.618.622 votos quedando en segundo lugar debajo del peronismo.

### Director Interventor de Pesca y Agricultura Nacional (2000)
El 3 de enero del año 2000, Cabiron es asignado por el Ministerio de Economía en el gobierno de Fernando de la Rua como interventor en la dirección nacional de pesca y agricultura, cargo que desempeñó hasta el 4 de mayo del mismo año siendo remplazado por Horacio Rogelio RIEZNIK

### Interna del Radicalismo Bahía Blanca 2003
En el año 2003 el radicalismo en Bahía entró en internas para elegir a su candidato a intendente. Jaime Linares quien era el Intendente desde 1991 quería ir por su tercera reelección pero varios se opusieron, por eso el diputado provincial Juan Pedro Tunessi decidió presentar su precandidatura y Cabiron su sector presentó al exconcejal y presidente de la UCR de Bahía Blanca, Oreste Retta.
Jaime Linares resultó vencedor con el 44%, Tunessi con el 26% y Oreste Retta 23%.

### Precandidato a Intendente 2015
El 31 de octubre de 2014, Juan Carlos Cabiron anunció su precandidatura para Intendente de Bahía Blanca.el ex intendente empezó diciendo “Mi nombre está dentro de los candidatos” refiriéndose a las elecciones de 2015,“Las cosas no están bien y el país no anda bien; Bahía está allí adentro y ha sido una de las ciudad más castigadas. Ante ello, no es hora de guardarse sino de estar presente, sabiendo que la campaña será difícil” explicó.
algunos señalaban que Cabiron debido a su edad (75 años) ya estaba demasiado grande para candidatearse tras escuchar eso Raul Martin dijo “La edad no es un límite para hacer lo que se debe y no lo que conviene”, señaló, al tiempo que recordó que José Mújica asumió la presidencia de Uruguay con la misma cantidad de años que Cabirón" otros dirigentes como el extesorero del partido Fabian Val se mostraron muy felices “como hace un tiempo, (el exjefe comunal) vuelve a poner la cara por todos los radicales”,“Cabirón no representa a ninguna línea interna porque es la UCR y, por lo tanto, debemos acompañarlo y volver a hacer historia como en 1983",“Los escenarios han cambiado y para poder lograrlo hay que dejar de lado egoísmos, personalismos y disputas internas. Estoy convencido que la figura de Cabirón nos volverá a unir a todos”.
Cabiron empezó sus recorridos en Bahía Blanca junto a varios jóvenes y tuvo varias entrevistas en televisión durante 2014 y 2015 donde comentaba como veía a la ciudad y recordaba su gestión como intendente en los años 1983-1991 y también culpaba a Juan Pedro Tunessi de que el partido estuviera mal ya que en varias ocasiones, Tunessi rechazaba candidaturas claves tal como bajo su candidatura a intendente hacia unos días tras no lograr una lista única con el PRO. En enero de 2015 Emiliano Álvarez Porte un joven abogado y militante sin ningún cargo público decide querer candidatearse para intendente, Muchos creían que Cabiron bajaría su candidatura pero el aseguraba de que no lo haría. Meses después Cabiron decide bajar su candidatura por problemas de salud y da su apoyo a Roberto Tucho Ursino para que sea el candidato a intendente.
Miembros del Comité Campaña Cabiron 2015 
Oreste Retta, Martín Bustos, Ricardo Varela, Carlos López, Carlos Ocaña, Guillermo Sagasti, Gerardo Veroli, Fabian Val, Raúl Martín, Rodrigo Ceballos Bilbao, Nelda Coria, Silvia Diaz, Hector Serrano, Daniel Capeletti, Guillermo Germiniani, Hugo Sanguin, Oscar Garcia, Carlos Trejo, Carlos Echeverría, Mario Giambartolomei, Rúben Filócamo, Iván Bustos, Raquel Pereyra, Carlos Labrocca, Raúl Vidal, Jorge Giolandini, Gustavo Kugler, Marcelo González, Roberto Rodríguez, Álvaro Vila, Silvina Cabiron, Silvio Edistein, Roberto Ursino, Fabian Diana y Néstor Perez
Según comentaron "Cabirón hizo algunas reflexiones sobre eventuales obras para la Bahía del futuro y luego se abocaron a la integración del comité de campaña con vistas a las tareas que demandaran las elecciones próximas y se esbozaron algunas lineas argumentales para el lanzamiento del candidato".
"La trayectoria extensa y virtuosa de Cabirón, será un poco el eje de campaña, más una cantidad de ideas nuevas para la Bahía que se viene, fueron comentadas entre los asistentes".
En diciembre de 2019, su hija Silvina Cabiron asumió como concejal de la ciudad de Bahía Blanca para el periodo 2019-2023.

## Elecciones[10][11]
Elecciones Intendente Bahía Blanca 1983 
| Fórmula             | Partido               | Votos  | Porcentaje |
| ------------------- | --------------------- | ------ | ---------- |
| Juan Carlos Cabiron | Unión Cívica Radical  | 67.177 | 54,36%     |
| Ezequiel Crisol     | Partido Justicialista |        | 30,89%     |

Elecciones Intendente Bahía Blanca 1987  (pag 107)
| Fórmula             | Partido               | Votos  | Porcentaje |
| ------------------- | --------------------- | ------ | ---------- |
| Juan Carlos Cabiron | Unión Cívica Radical  | 61.965 | 45,73%     |
| Damaso Larraburu    | Partido Justicialista | 52.234 | 38,55%     |

Elecciones Internas UCR para Gobernador de Buenos Aires 1991 
|  | 41,89 % |

|  | 34,43 % |

|  | 23,67 % |

Elecciones Legislativas (Diputado Nacional) 1993
|  | 48.17 % |

|  | 25.90 % |

|  | 11.08 % |

|  | 4.25 % |

|  | 10.60 % |

Juan Carlos Cabiron fue uno de los 10 diputados nacionales de la UCR por la provincia de Buenos Aires que entró.